# P. F. Sloan
P. F. Sloan, vlastním jménem Philip Gary Schlein, (18. září 1945 – 15. listopadu 2015) byl americký zpěvák a kytarista. Narodil se v New Yorku americkému otci a rumunské matce. V roce 1957 se s rodinou přestěhoval do Kalifornie. Je autorem mnoha úspěšných písní pro jiné interprety (Jan and Dean, Johnny Rivers, The Grass Roots). Rovněž vydal několik vlastních alb. Písničkář Jimmy Webb o něm napsal píseň „P.F. Sloan“, kterou nahráli například zpěvačka Jennifer Warnes či skupina The Association. Zemřel v Los Angeles ve věku 70 let. Několik měsíců měl rakovinu slinivky a jeho smrt byla připisována této nemoci.